# Comuna Holstebro (1970-2006)
Holstebro (Holstebro Kommune) a fost o comună din comitatul Ringkjøbing Amt, Danemarca, care a existat între anii 1970-2006. Comuna avea o suprafață totală de 351,00 km² și o populație de 41.389 locuitori (în 2005), iar din 2007 teritoriul său face parte din comuna Holstebro.
1. ↑  Danske borgmestre 1970-2018 (PDF)